# Cacuaco
Cacuaco és un municipi de la província de Luanda. Té 571 km² i 882.398 habitants. Limita al sud amb els municipis de Viana i Cazenga, a l'oest amb l'oceà Atlàntic i amb el municipi de Sambizanga i al nord i est amb el municipi de Dande, a l província de Bengo. El municipi és travessat de Nord a Sud pel riu Bengo.

## Història
En febrer de 1996, el municipi de Cacuaco es va agermanar amb el municipi d'Alcobaça (Portugal), en un acte dirigit per l'administrador municipal de Cacuaco, Bonifácio do Espírito Santo i pel President de la Cambra Municipal d'Alcobaça, Miguel Guerra, amb el testimoni del governador provincial de Luanda, Justino Fernandes.

## Subdivisions
El municipi de Cacuaco es divideix en tres comunes:
- Cacuaco
- Kicolo
- Funda